# Hans Baedeker
Hans Baedeker (* 29. Juli 1874 in Leipzig; † 4. März 1959 ebenda) war ein deutscher Verlagsbuchhändler. 

## Leben
Er war der Sohn des Verlagsbuchhändlers Fritz Baedeker und dessen Ehefrau Flöry (Florentine) Landfermann (1849–1916), Tochter des Schulrates Dietrich Wilhelm Landfermann und der Louise Winter. Der Verleger Karl Baedeker in Koblenz war sein Großvater.
Er hatte vier Geschwister, darunter die beiden jüngeren Brüder Ernst (1878–1948) und Dietrich (1886–1969), mit denen er nach dem  Tod des Vaters den Baedeker-Verlag in Leipzig weiterführte, der für die Herausgabe von Reisehandbüchern weltweite Bekanntheit erlangt hatte. Sein Bruder Karl (1877–1914) war hingegen Physiker geworden.
Karl Baedeker besuchte das Gymnasium in Leipzig und studierte im Anschluss an den Universitäten Edinburgh, Genf und Leipzig. Anschließend unternahm er mehrere Bildungsreisen in das Ausland und hielt sich längere Zeit in Rom auf. Ab 1897 war er für den väterlichen Verlag Karl Baedeker tätig.
Nach Ende des Zweiten Weltkrieges gelang es dem Verlag trotz der schwierigen Verhältnisse, in Zusammenarbeit mit dem  Bibliographischen Institut in Leipzig im Jahre 1948 einen schon vor dem Krieg geplanten Band über Leipzig in der Reihe Baedeker-Stadtführer herauszugeben, von dem bis 2002 sechs Auflagen erschienen. Autor dieser Publikation war Hans Baedeker, der in der Erstauflage nicht genannt wurde. Durch den im Stadtführer erfolgten Eintrag des Standorts der sowjetischen Militärverwaltung in einem beiliegenden Stadtplan von Leipzig mussten nach deren Intervention die noch nicht verkauften Bestände mit einer retuschierten Karte versehen werden, bei der die Objektbezeichnung getilgt war. In diesem Zusammenhang war Hans Baedeker kurzzeitig inhaftiert worden.
Hans Baedeker starb 1959 und wurde auf dem Leipziger Südfriedhof (VI. Abteilung) beigesetzt.

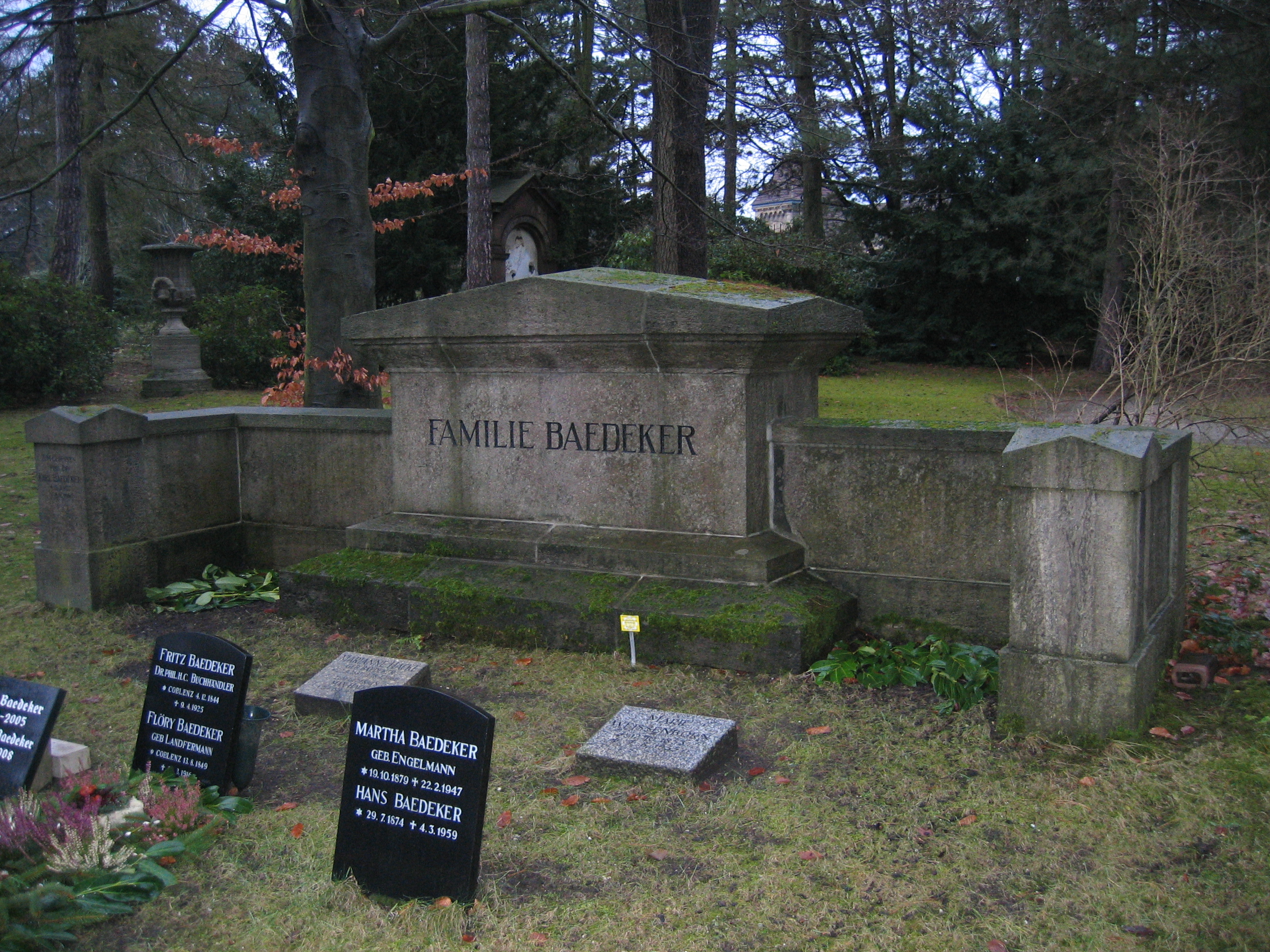
Grab von Hans Baedeker auf dem Leipziger Südfriedhof

## Familie
Er heiratete am 29. April 1902 in Leipzig Martha Engelmann, die aus einer alten Leipziger Buchhändlerfamilie stammte.